# خانه صفاریان
خانه صفاریان مربوط به دوره قاجار است و در بیرجند، خیابان منتظری ۲۵، کوچه شهید خائف، پلاک ۶۸ واقع شده و این اثر در تاریخ ۵ آذر ۱۳۸۰ با شمارهٔ ثبت ۴۵۰۴ به‌عنوان یکی از آثار ملی ایران به ثبت رسیده است.